# 후니훈
후니훈 (Hoony Hoon, 본명: 정재훈, 1980년 2월 25일 ~ )은 대한민국의 가수 겸 배우이다. 1998년 댄스 그룹 유니티의 멤버로 데뷔하였으며 2000년대 초 한국 언더그라운드의 핵심 인물 중 한 명으로 활동하였다. 또 2004년 드라마 《작은 아씨들》에 출연하여 연기자로써도 데뷔하였다. 학력은 명지전문대학 연극영화과이다.

## 생애

### 초기 언더그라운드 활동
후니훈은 1998년 4인조 댄스 그룹 유니티의 랩 담당 멤버로 데뷔하였다. 유니티는 한 장의 앨범을 내고 해체되어 멤버들은 각자의 길을 가게 되었는데, 후니훈은 힙합 쪽의 커리어를 계속 이어가기로 결정하였다.
그가 힙합 쪽에서 처음 두각을 드러낸 것은 1999년 말부터로, 당시 유행하던 컴필레이션 시리즈 대한민국 중 신나라 레코드에서 발표한 《2000 대한민국》에 세 곡을 참여한 것이었다. 이때 X-Teen으로 활동하였던 허인창, 이희성 등이 그와 함께 하였다. 다음 해 나온 《2001 대한민국 HIP HOP FLEX》에서도 그는 네 곡을 참여하였으며, 특히 G-Dragon의 데뷔곡 G-Dragon을 허인창, 이희성, 김효수와 함께 작업하기도 하였다. 그가 참여한 앨범들은 컴필레이션 중에서 비교적 '비정통'으로 매니아들 사이에서 비평을 받던 앨범이어서 후니훈의 인지도가 큰 것은 아니었으나, 어느 정도 팬층을 형성하는 데는 성공하였다. 특히 허인창과는 2002년 Soul A Beat라는 프로젝트 팀을 결성하여 잠시 활동하기도 하였다.

### 제2의 전성기
이후 후니훈은 솔로 활동은 상대적으로 침체되었으나 비, 김조한, 박진영 등 가요계의 내로라하는 가수의 음반에 피쳐링으로 참여하면서 활발하게 활동하였다. 그가 전성기를 맞은 것은 2004년으로, 한 이동통신회사 광고에서 "비트박스에 필요한 것은 '북치기 박치기'"라는 유행어를 탄생시키면서 대중들은 그를 기억하게 되었다. 이즈음 그는 투데이라는 3인조 그룹으로 다시 가요계의 문을 두드렸으며 〈눈을 뜨면〉 등의 곡으로 활동하였다.
이를 통해 커진 그의 인기로 그는 비트박스 레슨을 하는 한편, 《일요일은 101%》, 《질풍노도 라이벌》 등의 예능 프로그램에 출연하였으며, 특히 SBS 드라마 《작은 아씨들》에 출연하여 연기자로써도 데뷔하였다. 이처럼 2004년은 그에게 가장 바쁜 한 해였다.
그 후 그의 활동은 길건, 작곡가 김형석의 앨범 참여와 House Rulez의 객원 래퍼 활동 등이 있었다. 2006년에는 위성DMB 개국 1주년 기념 TV 영화 《물음표》의 주연을 맡기도 하였다.
2007년 1월 후니훈은 공익근무요원으로써의 근무를 시작하였으며, 이에 따라 2년 간 활동이 중단되었다.

### 컴백
2009년 소집해제된 후니훈은 첫 활동으로 《지붕뚫고 하이킥》 OST 작업 및 카메오 출연을 하였다. 이에 이어 2010년에는 처음으로 솔로 앨범 Boom Chi Wow를 발표하였다. 그러나 이 곡은 큰 반향을 얻는데는 실패했다.
2011년 들어 후니훈은 뮤지컬 《파라다이스 티켓》에 출연하여 처음으로 뮤지컬 배우로 활동하였으며 이에 앞서 허각의 형으로 유명한 허공의 싱글에 참여하였고, 나는 가수다의 김조한 무대에 전 투데이 멤버 성낙호와 함께 올라 오랜만에 사람들의 주목을 받았다. 그의 음악 활동은 이후로 잠잠하였다가 2012년 6월 엠넷에서 기획한 오디션 프로그램 《SHOW ME THE MONEY》의 출연자로 합류하면서 다시 모습을 드러냈다. 《SHOW ME THE MONEY》에서 후니훈은 북치기 박치기로 각인된 자신의 이미지를 탈피하겠노라고 각오를 다졌으나 안타깝게도 본선 무대 첫 라운드에서 탈락하는 수모를 겪었다.
대표곡: 〈너나 잘해〉, 〈나나나〉, 〈지붕뚫고 하이킥〉, Boom Chi Wow, 〈센척하지마〉

## 음반
- 2010년 Boom Chi Wow 디지털 싱글
- 2013년 《센척하지마》 디지털 싱글

### OST
- 지붕뚫고 하이킥 OST - 지붕 뚫고 하이킥 (Feat. 서예나)
- 쩐의 전쟁 OST - 심플 라이프 (스윗 소로우와 참여)
- 금, 나와라 뚝딱! OST - So Good (Feat. 김조한)

## 가수 외 활동
드라마
- 《작은 아씨들》 (2004년, SBS) - 정완 역.
- 《지붕 뚫고 하이킥》(2009년, MBC) - 클럽의 DJ 역.

영화
- 《물음표》 (2006년)

예능
- 《일요일은 101% - 열혈남아》 (2004년, KBS2)
- 《질풍노도 라이벌》(2004년, MBC)
- 《싱싱토요일》 (2004년, KBS1)
- 《스타골든벨》 (2004년, KBS1)
- 《생방송 TV 아름다운 가게》 (2004년, SBS)
- 《실제상황! 토요일》 (2005년, SBS)
- 《Beat Street : Anymotion》 (2005년, Mnet)
- 《나는 가수다》(2011년, MBC)
- 《쇼미더머니》 (2012년, Mnet)
- 《비틀즈코드 시즌2》 (2012년, Mnet)
- 《All about Trend TM - TM 커뮤니티 운동》 (2013년, Trend E)

뮤지컬
- 《파라다이스 티켓》 (2011년) - 민우 역.

라디오
- 《장근석의 영스트리트》 (2004년, SBS 파워FM)

CF
- 《SK 텔레콤 - TTL '비트박스 배우기'》